# Grabovica Gornja
Grabovica Gornja je naselje u općini Tuzla, Federacija BiH, BiH.

## Povijest
Za vrijeme SR BiH promijenjeno joj je ime iz Grabovica Hrvatska u Grabovica Gornja.

## Kultura
Gornja Grabovica pripada samostanskoj župi sv. Petra i Pavla u Tuzli. U Gornjoj Grabovici se nalazi kapelica sv. Ante.

## Stanovništvo
U izvješću biskupa fra Augustina Miletića iz 1813. godine župa Soli, kojoj je pripadala Grabovica, u naseljima "Doknju i Grabovici" živjelo je 440 katolika u 59 katoličkih kuća. Prema Šematizmu provincije Bosne Srebrene za 1856. godinu, a prema podacima iz 1855., u župi Breške naselje Grabovica imala je 60 katoličkih obitelji s 395 katolika, a prema Imeniku klera i župa za 1910. godinu, u Grabovici su živjela 780 katolika i 35 muslimana.
| Grabovica Gornja   |       |       |       |       |
| godina popisa      | 1991. | 1981. | 1971. | 1961. |
| Hrvati             | 392   | 521   | 627   | 538   |
| Srbi               | 1     | 4     | 4     | 4     |
| Muslimani          | 14    | 1     | 12    |       |
| Jugoslaveni        | 55    | 5     | 2     |       |
| ostali i nepoznato | 18    | 3     | 2     | 2     |
| ukupno             | 480   | 534   | 647   | 544   |